# Castell d'Aramunt
El Castell d'Aramunt, popularment anomenat la Torre dels Moros, està situat dalt d'un turonet al nord-est del poble vell d'Aramunt, pertanyent a l'antic terme d'Aramunt, actualment del terme de Conca de Dalt, de la comarca del Pallars Jussà.

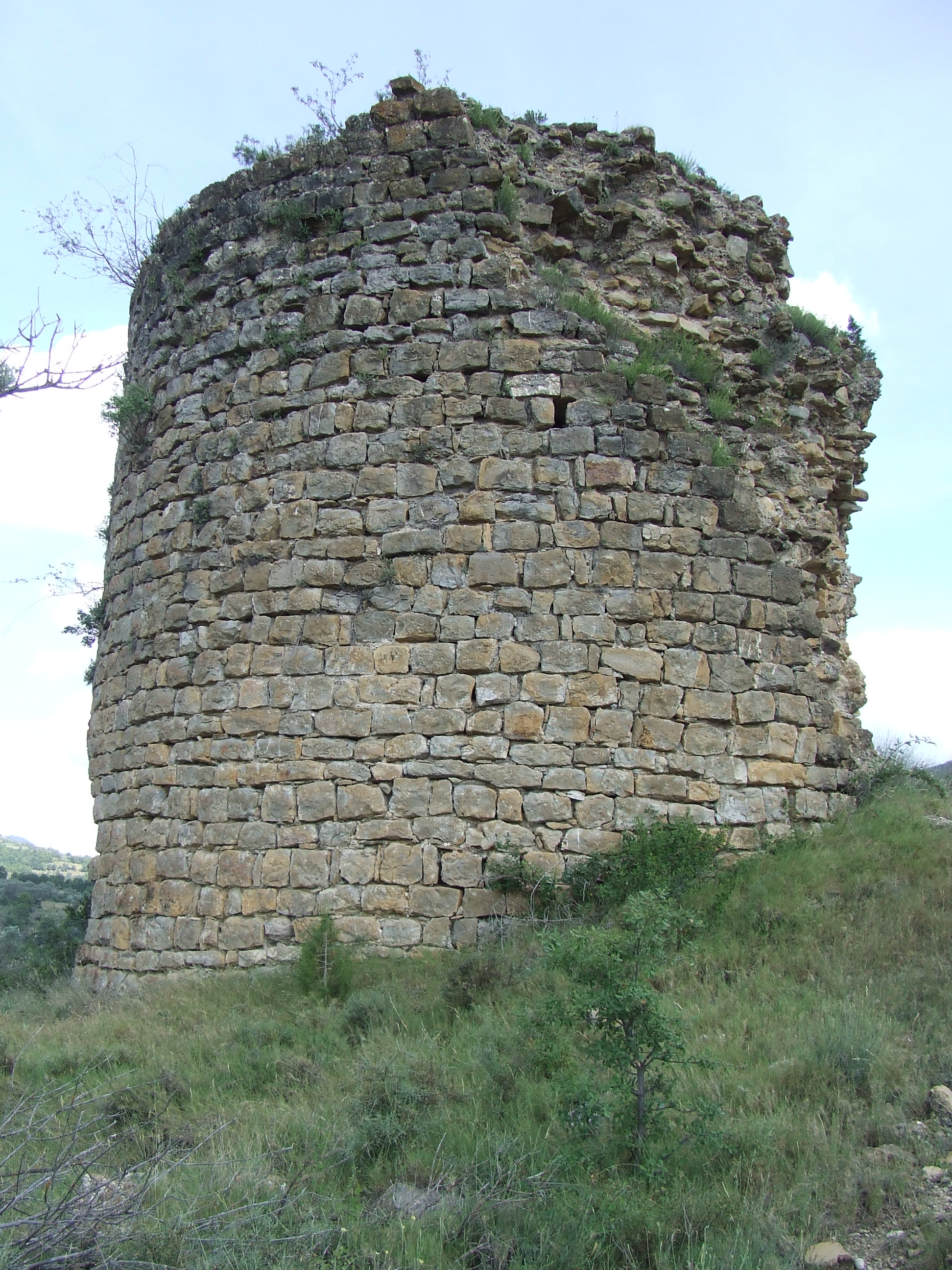
Cara més sencera de la torre, al costat nord

Està documentat des del 958, i fou un castell objecte de certes transaccions, a l'edat mitjana. Fou límit nord dels castells d'Orcau i de Basturs, més tard venut a Arnau Mir de Tost i encara més tard retornat als comtes de Pallars, amb un dels quals es casà Valença, filla del de Tost.
Fou també escenari de diversos conflictes, com la guerra civil del segle xv. Retornat al domini comtal, s'hi mantingué fins a l'extinció dels senyorius, al segle xix, tot i haver passat de comte a marquès el títol dels de Pallars.
Del vell castell d'Aramunt, se'n conserva encara una torre circular d'uns 7 metres d'alçada. Fa uns 30 metres de circumferència, amb un diàmetre exterior de 9,5 m. Per les característiques constructives, es tracta d'una obra de finals del segle xi o ja del xii, fet de carreus irregulars units amb morter de calç. No queden vestigis de la resta del recinte del castell.